# Андерсон (округ, Теннессі)
Шаблон:StateAbbr_ 36°07′ пн. ш. 84°12′ зх. д. / 36.11° пн. ш. 84.2° зх. д.
Округ Андерсон (англ. Anderson County) — округ (графство) у штаті Теннессі, США. Ідентифікатор округу 47001.

## Історія
Округ утворений 1801 року.

## Демографія
За даними перепису 2000 року загальне населення округу становило 71330 осіб, зокрема міського населення було 41724, а сільського — 29606. Серед мешканців округу чоловіків було 34009, а жінок — 37321. В окрузі було 29780 домогосподарств, 20513 родин, які мешкали в 32451 будинках. Середній розмір родини становив 2,88.
Віковий розподіл населення поданий у таблиці:
| Стать    | До 15 років | 15-21 | 22-29 | 30-39 | 40-49 | 50-65 | 65-85 | Понад 85 |
| -------- | ----------- | ----- | ----- | ----- | ----- | ----- | ----- | -------- |
| Чоловіки | 6962        | 3064  | 3053  | 4735  | 5372  | 6133  | 4319  | 371      |
| Жінки    | 6617        | 2989  | 3197  | 5138  | 5717  | 6529  | 6139  | 995      |

## Суміжні округи
- Кемпбелл — північ
- Юніон — північний схід
- Нокс — південний схід
- Роун — південний захід
- Морган — захід
- Скотт — північний захід

## Виноски
1. ↑  U.S. Decennial Census. United States Census Bureau. Архів оригіналу за 26 квітня 2015. Процитовано 1 квітня 2015.
2. ↑  Historical Census Browser. University of Virginia Library. Архів оригіналу за 11 серпня 2012. Процитовано 1 квітня 2015.
3. ↑  Forstall, Richard L., ред. (27 березня 1995). Population of Counties by Decennial Census: 1900 to 1990. United States Census Bureau. Архів оригіналу за 21 лютого 2015. Процитовано 1 квітня 2015.
4. ↑  Census 2000 PHC-T-4. Ranking Tables for Counties: 1990 and 2000 (PDF). United States Census Bureau. 2 квітня 2001. Архів оригіналу (PDF) за 18 грудня 2014. Процитовано 1 квітня 2015.
5. ↑  State & County QuickFacts. United States Census Bureau. Архів оригіналу за 6 липня 2011. Процитовано 29 листопада 2013. [Архівовано 2001-04-28 у Wayback Machine.](англ.) Наведено за англійською вікіпедією.
6. ↑  American FactFinder. Бюро перепису населення США. Архів оригіналу за 26 лютого 2012. Процитовано 31 січня 2008. [Архівовано 2008-05-21 у Wayback Machine.]

| США | Це незавершена стаття з географії США. Ви можете допомогти проєкту, виправивши або дописавши її. |